# Eleições autárquicas de 2021 na Maia
As eleições autárquicas de 2021 serviram para eleger os membros para os diferentes órgãos do poder local no concelho da Maia.
António Silva Tiago, presidente em funções e o candidato da coligação PSD-CDS, voltou a conseguir maioria absoluta e a manter os resultados obtidos em 2017. Com um pequeno aumento da votação, PSD-CDS conseguiu 40,4% dos votos e 6 vereadores.
O Partido Socialista, que voltou a ter Francisco Vieira de Carvalho como candidato, falhou, mais uma vez, a conquista de uma câmara historicamente social-democrata. Os socialistas mantiveram os 5 vereadores, apesar de terem descido em votos para os 32,3% dos votos.
Por fim, o Bloco de Esquerda continuou como a terceira força política mas longe de conseguir eleger um vereador.

## Candidatos
| Lista | Lista                          | Candidato                    |
| ----- | ------------------------------ | ---------------------------- |
|       | PSD-CDS                        | António Silva Tiago          |
|       | Partido Socialista             | Francisco Vieira de Carvalho |
|       | Bloco de Esquerda              | Silvestre Pereira            |
|       | Coligação Democrática Unitária | Alfredo Maia                 |
|       | Pessoas–Animais–Natureza       | João Borges                  |
|       | Partido Popular Monárquico     | António Fontes Maia          |
|       | CHEGA                          | André Almeida                |
|       | Iniciativa Liberal             | Mariana Nina Silvestre       |

## Resultados Oficiais
Os resultados para os diferentes órgãos do poder local no concelho da Maia foram os seguintes:

### Câmara Municipal
| Partido                 | Partido                        | Votos   | %               | +/-  | Vereadores | +/-     |
| ----------------------- | ------------------------------ | ------- | --------------- | ---- | ---------- | ------- |
|                         | PSD-CDS                        | 24 732  | 40,42 / 100,00  | 0,47 | 6 / 11     | Estável |
|                         | Partido Socialista             | 19 740  | 32,26 / 100,00  | -    | 5 / 11     | -       |
|                         | Bloco de Esquerda              | 3 159   | 5,16 / 100,00   | 0,67 | 0 / 11     | Estável |
|                         | Coligação Democrática Unitária | 2 946   | 4,81 / 100,00   | 0,20 | 0 / 11     | Estável |
|                         | CHEGA                          | 2 355   | 3,85 / 100,00   | Novo | 0 / 11     | Novo    |
|                         | Pessoas–Animais–Natureza       | 2 291   | 3,74 / 100,00   | 0,63 | 0 / 11     | Estável |
|                         | Iniciativa Liberal             | 2 240   | 3,66 / 100,00   | Novo | 0 / 11     | Novo    |
|                         | Partido Popular Monárquico     | 128     | 0,21 / 100,00   | -    | 0 / 11     | -       |
| Votos Inválidos         | Votos Inválidos                | 3 603   | 5,89 / 100,00   | 0,93 |            |         |
| Total                   | Total                          | 61 194  | 100,00 / 100,00 |      | 11 / 11    |         |
| Eleitorado/Participação | Eleitorado/Participação        | 116 981 | 52,31 / 100,00  | 3,94 |            |         |

### Assembleia Municipal
| Partido                 | Partido                        | Votos   | %               | +/-  | Deputados | +/-     |
| ----------------------- | ------------------------------ | ------- | --------------- | ---- | --------- | ------- |
|                         | PSD-CDS                        | 23 969  | 39,17 / 100,00  | 1,26 | 15 / 33   | Estável |
|                         | Partido Socialista             | 19 031  | 31,10 / 100,00  | -    | 12 / 33   | -       |
|                         | Bloco de Esquerda              | 3 567   | 5,83 / 100,00   | 0,70 | 2 / 33    | Estável |
|                         | Coligação Democrática Unitária | 3 166   | 5,17 / 100,00   | 0,39 | 1 / 33    | 1       |
|                         | Pessoas–Animais–Natureza       | 2 756   | 4,50 / 100,00   | 0,22 | 1 / 33    | Estável |
|                         | CHEGA                          | 2 600   | 4,25 / 100,00   | Novo | 1 / 33    | Novo    |
|                         | Iniciativa Liberal             | 2 472   | 4,04 / 100,00   | Novo | 1 / 33    | Novo    |
| Votos Inválidos         | Votos Inválidos                | 3 638   | 5,95 / 100,00   | 0,91 |           |         |
| Total                   | Total                          | 61 199  | 100,00 / 100,00 |      | 33 / 33   |         |
| Eleitorado/Participação | Eleitorado/Participação        | 116 981 | 52,32 / 100,00  | 3,93 |           |         |

### Juntas de Freguesia
| Partido                 | Partido                        | Votos   | %               | +/-  | Presidentes | +/-     | Mandatos  | +/-  |
| ----------------------- | ------------------------------ | ------- | --------------- | ---- | ----------- | ------- | --------- | ---- |
|                         | PSD-CDS                        | 25 428  | 41,55 / 100,00  | 0,79 | 9 / 10      | 2       | 67 / 130  | 5    |
|                         | Partido Socialista             | 19 435  | 31,76 / 100,00  | -    | 1 / 10      | -       | 47 / 130  | -    |
|                         | Bloco de Esquerda              | 3 428   | 5,60 / 100,00   | 1,05 | 0 / 10      | Estável | 3 / 130   | 1    |
|                         | Coligação Democrática Unitária | 3 038   | 4,96 / 100,00   | 0,96 | 0 / 10      | Estável | 3 / 130   | 1    |
|                         | CHEGA                          | 2 544   | 4,16 / 100,00   | Novo | 0 / 10      | Novo    | 2 / 130   | Novo |
|                         | Grupo de Cidadãos              | 2 012   | 3,29 / 100,00   | 1,20 | 0 / 10      | 1       | 5 / 130   | 2    |
|                         | Pessoas–Animais–Natureza       | 967     | 1,58 / 100,00   | -    | 0 / 10      | -       | 1 / 130   | -    |
|                         | NC-RIR                         | 378     | 0,62 / 100,00   | Novo | 0 / 10      | Novo    | 2 / 130   | Novo |
|                         | Partido Popular Monárquico     | 47      | 0,08 / 100,00   | -    | 0 / 10      | -       | 0 / 130   | -    |
| Votos Inválidos         | Votos Inválidos                | 3 921   | 6,41 / 100,00   | 0,71 |             |         |           |      |
| Total                   | Total                          | 61 198  | 100,00 / 100,00 |      | 10 / 10     |         | 130 / 130 |      |
| Eleitorado/Participação | Eleitorado/Participação        | 116 981 | 52,31 / 100,00  | 3,94 |             |         |           |      |

## Resultados por Freguesia

### Câmara Municipal
| Freguesia               | %        | %     | %    | %    | %    | %    | %    | %    | Votantes |
| Freguesia               | PSD- CDS | PS    | BE   | CDU  | CH   | PAN  | IL   | PPM  | Votantes |
| ----------------------- | -------- | ----- | ---- | ---- | ---- | ---- | ---- | ---- | -------- |
| Freguesia               |          |       |      |      |      |      |      |      | Votantes |
| Águas Santas            | 35,47    | 35,96 | 6,40 | 5,90 | 4,20 | 3,75 | 2,94 | 0,16 | 11 132   |
| Castêlo da Maia         | 39,14    | 34,11 | 4,69 | 3,76 | 4,06 | 3,76 | 3,70 | 0,42 | 8 375    |
| Cidade da Maia          | 41,61    | 29,70 | 5,58 | 4,74 | 3,64 | 3,87 | 4,44 | 0,16 | 18 457   |
| Folgosa                 | 44,58    | 32,16 | 2,85 | 4,05 | 5,13 | 2,05 | 2,85 | 0,11 | 1 754    |
| Milheirós               | 44,31    | 35,79 | 3,27 | 4,32 | 2,34 | 3,00 | 2,26 | 0,23 | 2 568    |
| Moreira                 | 43,12    | 29,62 | 4,90 | 4,09 | 4,09 | 3,93 | 4,04 | 0,22 | 5 872    |
| Nogueira e Silva Escura | 43,57    | 34,15 | 3,71 | 2,70 | 3,73 | 3,32 | 3,40 | 0,26 | 3 886    |
| Pedrouços               | 36,86    | 30,09 | 6,09 | 8,02 | 3,83 | 4,83 | 3,58 | 0,12 | 5 174    |
| São Pedro Fins          | 48,79    | 34,05 | 2,99 | 2,33 | 2,15 | 2,43 | 2,33 | 0    | 1 072    |
| Vila Nova da Telha      | 43,04    | 31,92 | 3,79 | 4,58 | 4,17 | 3,27 | 3,34 | 0,28 | 2 904    |
| Maia                    | 40,42    | 32,26 | 5,16 | 4,81 | 3,85 | 3,74 | 3,66 | 0,21 | 61 194   |

### Assembleia Municipal
| Freguesia               | %        | %     | %    | %    | %    | %    | %    | Votantes |
| Freguesia               | PSD- CDS | PS    | BE   | CDU  | PAN  | CH   | IL   | Votantes |
| ----------------------- | -------- | ----- | ---- | ---- | ---- | ---- | ---- | -------- |
| Freguesia               |          |       |      |      |      |      |      | Votantes |
| Águas Santas            | 34,87    | 34,68 | 6,94 | 6,21 | 4,25 | 4,44 | 3,18 | 11 132   |
| Castêlo da Maia         | 38,52    | 32,49 | 5,28 | 4,12 | 4,49 | 4,50 | 4,02 | 8 375    |
| Cidade da Maia          | 39,12    | 28,83 | 6,52 | 5,20 | 4,89 | 4,17 | 5,04 | 18 460   |
| Folgosa                 | 43,16    | 31,64 | 3,53 | 4,68 | 2,68 | 5,64 | 2,79 | 1 754    |
| Milheirós               | 43,89    | 35,44 | 3,74 | 4,17 | 3,39 | 2,57 | 2,41 | 2 568    |
| Moreira                 | 42,11    | 28,20 | 5,57 | 4,56 | 4,67 | 4,46 | 4,26 | 5 873    |
| Nogueira e Silva Escura | 42,23    | 33,40 | 4,27 | 3,14 | 4,07 | 4,04 | 3,65 | 3 886    |
| Pedrouços               | 36,57    | 28,80 | 6,53 | 8,21 | 5,26 | 4,04 | 4,04 | 5 174    |
| São Pedro Fins          | 50,47    | 31,16 | 3,64 | 2,33 | 2,80 | 2,71 | 2,33 | 1 072    |
| Vila Nova da Telha      | 41,58    | 30,43 | 4,17 | 4,85 | 4,68 | 4,72 | 3,89 | 2 905    |
| Maia                    | 39,17    | 31,10 | 5,83 | 5,17 | 4,50 | 4,25 | 4,04 | 61 199   |

### Juntas de Freguesia
| Freguesia               | 2017-2021 | 2017-2021         | 2017-2021      | 2021-2025 | 2021-2025          | 2021-2025      |
| ----------------------- | --------- | ----------------- | -------------- | --------- | ------------------ | -------------- |
| Águas Santas            |           | PS-JPP            | 39,78 / 100,00 |           | Partido Socialista | 40,59 / 100,00 |
| Castêlo da Maia         |           | PSD-CDS           | 39,65 / 100,00 |           | PSD-CDS            | 35,34 / 100,00 |
| Cidade da Maia          |           | PSD-CDS           | 40,67 / 100,00 |           | PSD-CDS            | 42,20 / 100,00 |
| Folgosa                 |           | PSD-CDS           | 46,79 / 100,00 |           | PSD-CDS            | 49,37 / 100,00 |
| Milheirós               |           | PS-JPP            | 42,55 / 100,00 |           | PSD-CDS            | 48,48 / 100,00 |
| Moreira                 |           | PSD-CDS           | 45,30 / 100,00 |           | PSD-CDS            | 52,19 / 100,00 |
| Nogueira e Silva Escura |           | PSD-CDS           | 45,41 / 100,00 |           | PSD-CDS            | 46,81 / 100,00 |
| Pedrouços               |           | PSD-CDS           | 48,49 / 100,00 |           | PSD-CDS            | 36,55 / 100,00 |
| São Pedro Fins          |           | PSD-CDS           | 54,74 / 100,00 |           | PSD-CDS            | 57,93 / 100,00 |
| Vila Nova da Telha      |           | Grupo de Cidadãos | 37,57 / 100,00 |           | PSD-CDS            | 44,52 / 100,00 |